# Бабјани
Бабјани (грч. Λάκκα, Лака) је насељено место у општини Пела у периферији Средишња Македонија, Грчка. Према попису из 2021. године било је 327 становника.
Према бугарском географу и историчару, Василу Канчову, у Бабјнау је 1900. године живело 168 Словена хришћана. За време Другог светског рата спаљивањем села Голема и Мала Ливада 1944. године, у Бабјану се преселио већи број аромунских породица. На попису из 1991. године Бабјани су имали 430 становника, од чега су нешто од половине Словени а остали су Аромуни.